# Union sportive de Bejaad
Pour les articles homonymes, voir USB.
Maillots
Union sportive de Bejaad, souvent abrégé en USB ou appelé aussi Ittihad Bejaad, est un club marocain de football fondé en 1946 à Béjaâd, dans la province de Khouribga. Le club a longtemps évolué dans les divisions amateurs avant de réaliser une performance historique lors de la saison 2024-2025 en accédant pour la première fois au Botola 2, après une victoire décisive contre le club de Youssoufia Berrechid Les couleurs officielles du club sont le vert et le blanc, et il dispute ses matchs au Stade Abdelghani Mansouri. Cette saison, l’USB est le seul représentant de la province de Khouribga dans le championnat professionnel de deuxième division, après la relégation de Rapide Club d'oued-zem et Olympique Khouribga en divisions amateurs. Parmi les joueurs célèbres ayant évolué au club figure le joueur international marocain Abdelilah Hafidi,ce qui ajoute à la renommée du club. Cette promotion représente une étape historique pour l’USB et une opportunité de consolider sa place parmi les clubs professionnels marocains.

## Histoire

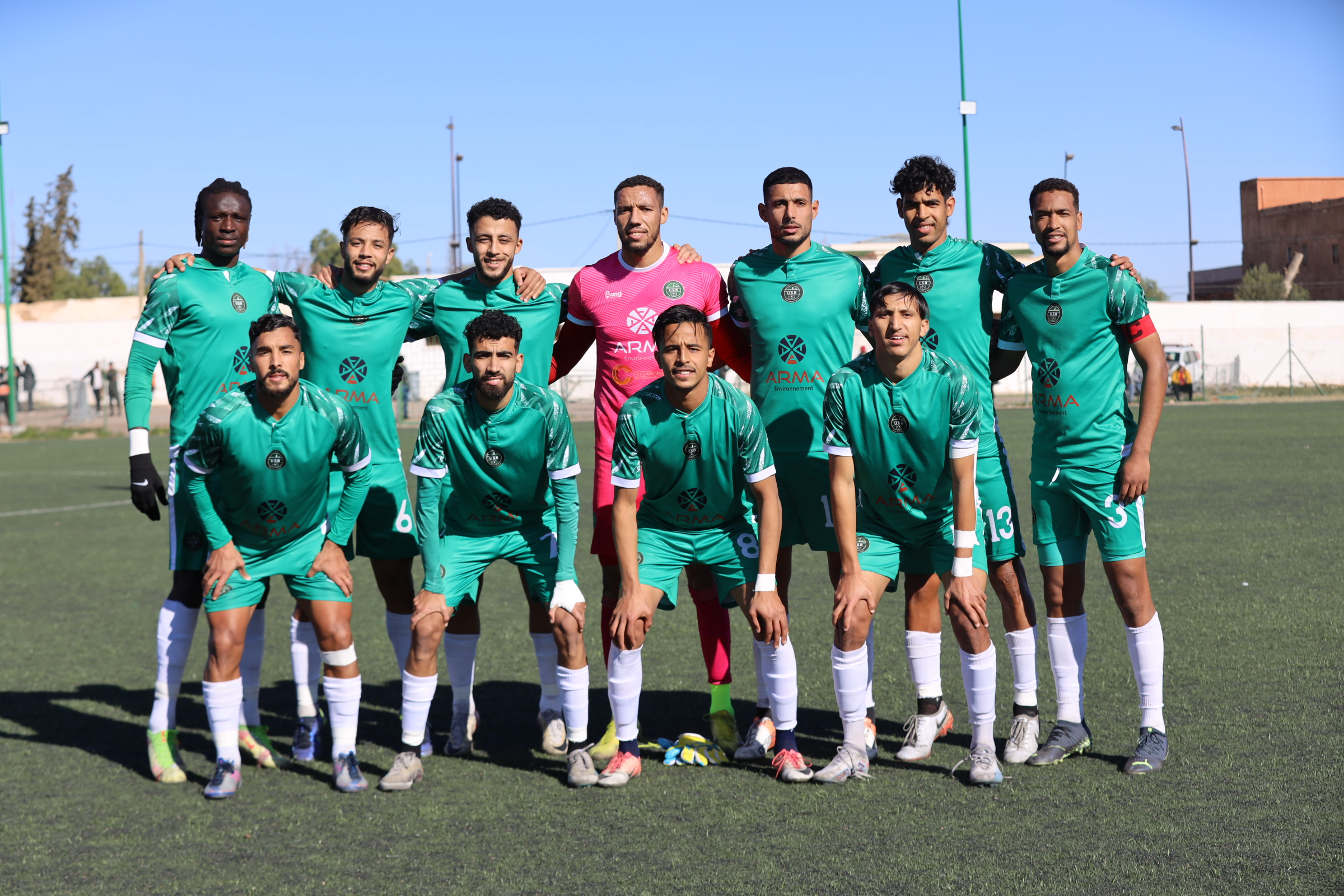
L'équipe de l'Union Sportive de Bejaâd, saison 2024/2025

Le club est fondé en 1946 sous le nom d' « al warda de Bejaâd » ( al warda ), inspiré du film « Al Warda Al Bayda » de Mohamed Abdel Wahab. En 1953, il devient le Boujaad Athletic Club (BAC) en rejoignant la ligue française. Après l’indépendance du Maroc en 1956, le club change de nom pour Nahdat el Bejaâdia. En   1982 fusion avec Fath Bejaâd pour devenir l’actuelle Union Sportive de Bejaâd.

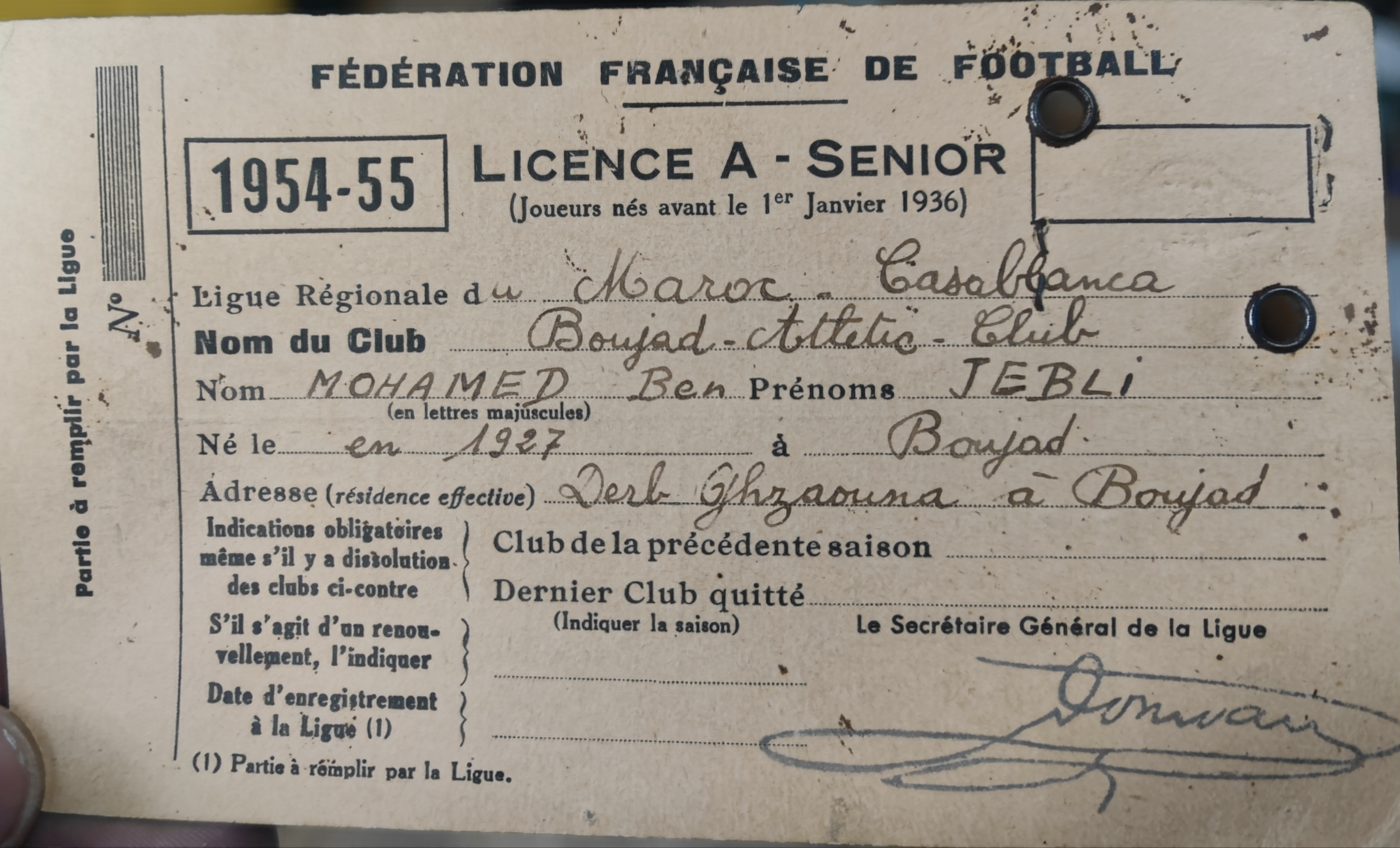
Licence d’un joueur du BAC en 1954 sous la Fédération Française.

Lors de la saison 2024–2025, l’USB remporte les barrages d’accession face au Youssoufia Berrechid et monte en Botola 2. Cet exploit suscite un large écho médiatique et un soutien populaire renouvelé,,.

## Joueurs notables
Abdelilah Hafidi, international marocain, a évolué au sein de l'Union Sportive de Bejaâd avant de rejoindre le Raja Club Athletic.

## Couleurs et maillots
Les couleurs traditionnelles du club sont le vert et le blanc pour le premier jeu, et le bleu et blanc pour le second.

## palmarès
- Promotion en deuxième division marocaine (Botola Pro D2) en 2025 après sa victoire contre le Youssoufia Berrechid (2-1)[4],[5].

## Évolution historique du club

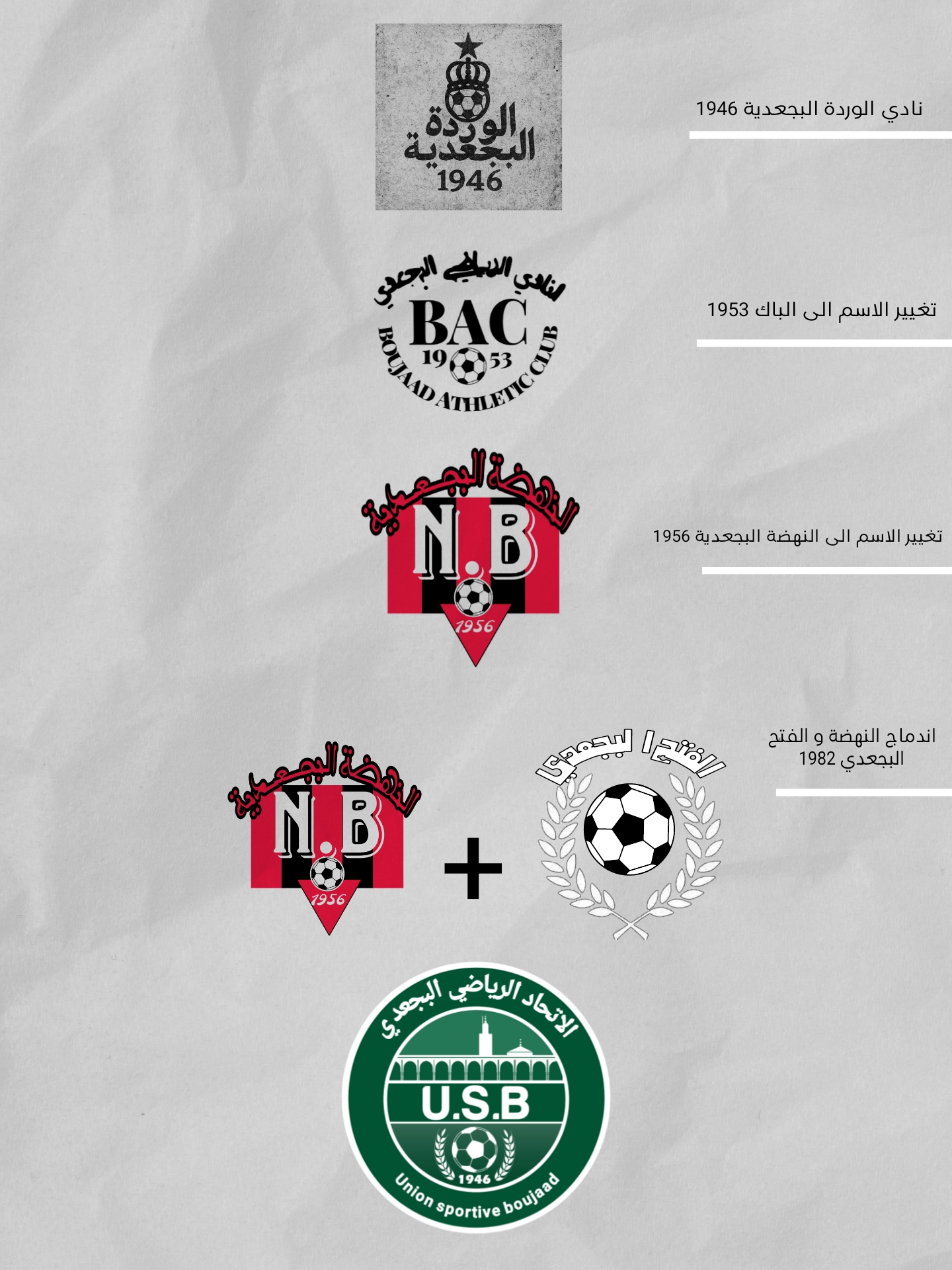
Évolution des logos de l’Union Sportive de Boujaâd de 1946 à 1982

Le tableau ci-dessous présente les principales étapes de transformation du club depuis sa création :
| Période            | Nom du club                    | Contexte / Explication | Symbole ou remarque                                           |
| ------------------ | ------------------------------ | --- | ------------------------------------------------------------- |
| 1946 – 1953        | La Rose de Bejaâd              | Inspiré du film La Rose Blanche de Mohamed Abdelwahab, symbole culturel et patriotique sous le protectorat français.                           | Rose blanche – expression de la conscience nationale          |
| 1953 – 1956        | B.A.C. (Boujaâd Athletic Club) | Changement de nom après l’affiliation du club à la Fédération française de football. Nom rejeté par la suite pour ses connotations coloniales. | Acronyme français – rattachement à l’administration coloniale |
| 1956 – 1982        | Renaissance de Bejaâd          | Changement motivé par l’indépendance du Maroc et le retour du roi Mohammed V. Le nom marque un tournant nationaliste.                          | Le mot « Renaissance » reflète la nouvelle ère marocaine      |
| 1982 – aujourd’hui | Union Sportive de Boujaâd      | Fusion avec le club Fath Bejaâd décidée par le conseil communal pour représenter officiellement la ville.                                      | Fusion institutionnelle – symbole d’unification sportive      |

Note : La Renaissance de Bejaâd est considérée comme l’un des premiers clubs marocains à porter le mot « Renaissance » dans son nom, affirmant ainsi une rupture symbolique avec le passé colonial.

### Présidents du club
- bachir elhimer
- jamal ennasiri
- said serar
- Mohamed hamdani
- idriss berrada
- nadir Mohammed
- Abderrahim zikouri
- Noureddine Hassak